# Stanisław Kistryn
Stanisław Kazimierz Kistryn – polski fizyk, profesor nauk fizycznych, prorektor Uniwersytetu Jagiellońskiego ds. badań naukowych i funduszy strukturalnych w latach 2012–2020.

## Życiorys
W 1984 ukończył studia fizyczne na Uniwersytecie Jagiellońskim, 28 czerwca 1990 obronił pracę doktorską Analyzyng Powers in the Neutron-Deuteron Inclusive Breakup Reaction at 68 MeV in Selected Kinematical Configurations, 14 czerwca 2007 habilitował się na podstawie pracy zatytułowanej Three-Nucleon Force Effects in the Deuteron-Proton Breakup Reaction. 11 kwietnia 2012 nadano mu tytuł profesora w zakresie nauk fizycznych. Pracuje w Instytucie Fizyki im. Mariana Smoluchowskiego na Wydziale Fizyki, Astronomii i Informatyki Stosowanej Uniwersytetu Jagiellońskiego.
Piastuje stanowisko członka rady wydziału na Wydziale Fizyki, Astronomii i Informatyki Stosowanej Uniwersytetu Jagiellońskiego oraz członka zespołu specjalistycznego do oceny czasopism naukowych dla potrzeb przyszłej oceny parametrycznej i sporządzenia wykazu wybranych czasopism naukowych. Członek rad naukowych Instytutu Fizyki Jądrowej PAN i Środowiskowego Laboratorium Ciężkich Jonów UW oraz przewodniczący sekcji ds. Współpracy Międzynarodowej Komitetu Fizyki PAN.
W latach 2012–2020 pełnił funkcję prorektora UJ ds. badań naukowych i funduszy strukturalnych.